# Robert Aschberg
Robert Aschberg, född 19 mars 1952 på Kungsholmen i Stockholm, är en svensk journalist och TV-producent mest känd som programledare för TV3-program som Ikväll: Robert Aschberg, Baren, Diskutabelt, Folkhemmet, Insider, Expedition Robinson, Trolljägarna och Grannfejden.

## Biografi
Robert Aschberg är son till läkaren Sven Aschberg och Berith Franck, äldre bror till journalisten Richard Aschberg på Aftonbladet samt sonson till bankiren Olof Aschberg (1877–1960). Han är gift med journalisten Lotta Aschberg.

### Ungdomsår
Aschberg var 1964 med och grundade bandet Envoys.
Robert Aschberg kom under tidigt sjuttiotal hem från USA där han studerat, eftersom fadern var gästforskare. Orsaken till att han lämnade USA skall ha varit att han blivit avstängd från skolan då han vägrade klippa sig. I Sverige blev han under gymnasietiden medlem i Bromma FNL-grupp tillsammans med bland andra Stina Dabrowski. Aschberg valde senare, likt sin farfar Olof Aschberg, att engagera sig för kommunismen. Han blev aktiv maoist i Sveriges kommunistiska parti (SKP) där han arbetade på Oktoberförlaget i Göteborg och ansvarade för skivutgivningen. År 1975 flyttades förlaget till Stockholm, dit Aschberg följde med. Förlaget gav bland annat ut Peps Persson och Lasse Tennander, men kom alltmer att präglas av den musiksyn som tagit sig uttryck i skriften "Folket har aldrig segrat till fiendens musik" (1977). Mot slutet av sjuttiotalet lämnade han kommunismen.
| ” | Mitt avståndstagande från kommunismen började när Jörgen Widsell och jag var i Tjeckoslovakien och spelade in skivor med oppositionella musiker för Oktobers räkning. Det var ju ett revisionistland, men jag såg samma mönster i vår egen organisation. I Kina var det samma sak, istället för mjölk och honung var det massvält, och det fanns alltid några som skodde sig. Efter en lång tids funderande sade jag: Jag tror inte på det här. Jag springer gärna med flygblad i en sakfråga, men om jag inte är kommunist ska jag inte vara med. Det var någon gång mot slutet av sjuttiotalet. | „ |

### Journalistisk karriär
År 1980 började Aschberg på kvällstidningen Expressen. Under tiden på Expressen skapade han pseudonymen Otto Ruben Svensson, under vilken han skickade och publicerade satiriska brev till kända personer. Från Expressen rekryterades han av Jörgen Widsell 1987 för att dra i gång tidningen Z. Därifrån lockade Jan Stenbeck över honom till det nystartade TV3 där han började som programledare för Diskutabelt. Aschberg var också en av grundarna av produktionsbolaget Strix Television som skördade stora framgångar under 1990-talet, inte minst med Expedition: Robinson och andra dokusåpor.
1991 fick Aschberg Stora Journalistpriset i kategorin TV. Han delade priset med Stina Dabrowski.
Andra tv-program på TV3 som Aschberg lett inkluderar Ikväll: Robert Aschberg, Aschberg, Aschbergs värld, Aschberg fredag, Aschbergs uppesittarkväll, Baren, Insider och Club Goa.
Aschberg var med i På spåret år 2008. Han tävlade ihop med Camilla Lundberg och de vann en match mot Tina Ahlin och Marcus Birro. År 2009 belönades han med TV-priset Kristallens hederspris.
Hösten 2010 var Aschberg programledare för Robban i finländska tv-kanalen FST5, där han undersökte finlandssvenskheten ur olika tematiska synvinklar. Programmet sändes i tio avsnitt.
Från april 2011 ledde Aschberg en självbetitlad daglig show i MTG Radios pratradiostation Radio 1. Programmet tilldelades Stora radiopriset för Årets underhållning på Radiogalan 2013.
År 2014 var Aschberg en del av juryn i sjätte säsongen av TV3:s program Talang.
Under 2015 ledde Aschberg programmet Efterlyst, och i mars 2016 började hans eget diskussionsprogram Aschberg Direkt sändas på TV3.
Mellan 2019 och 2025 var han ordförande för Publicistklubben.

### Engagemang

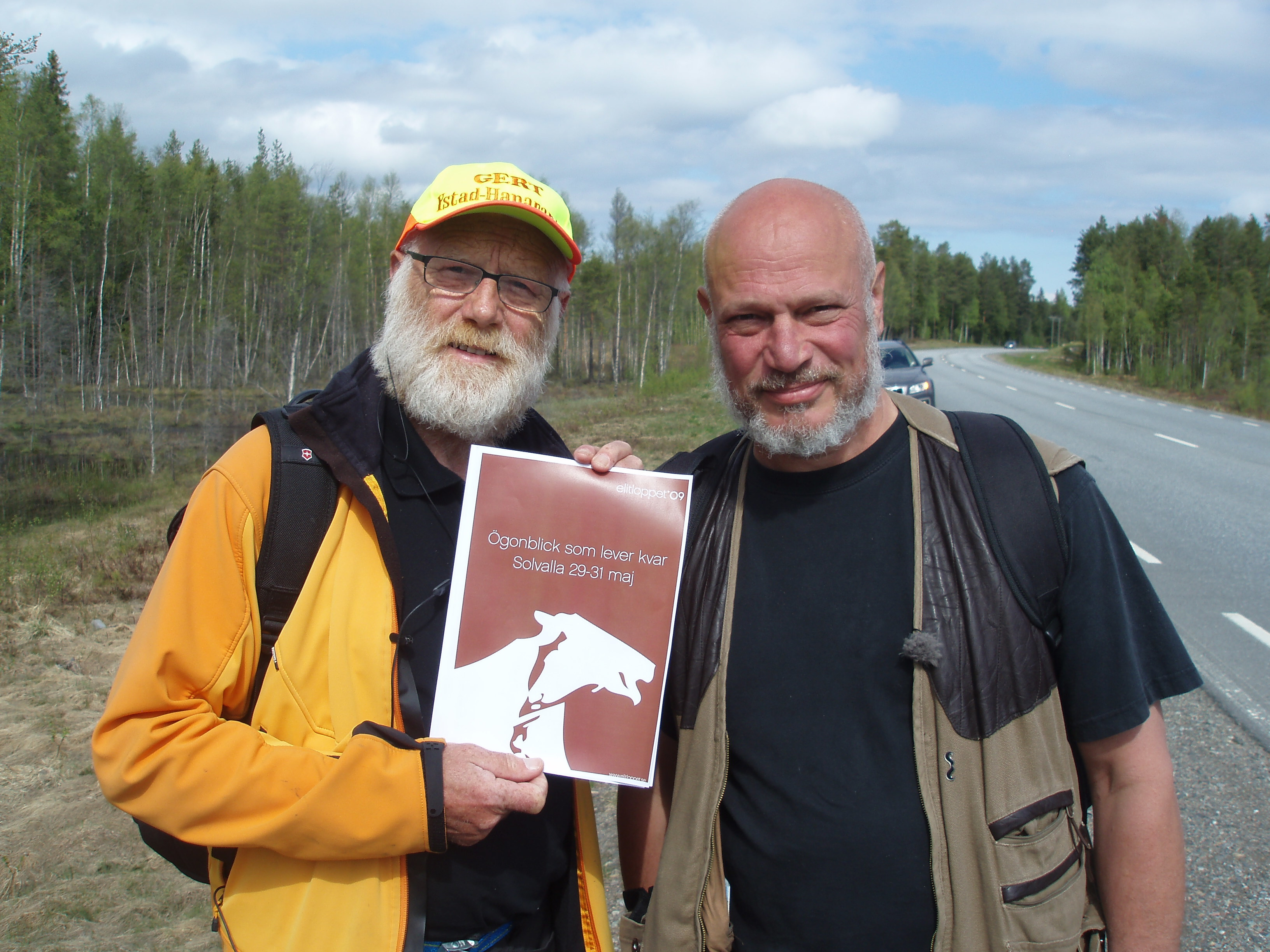
Gert Fylking och Robert Aschberg under sin vandring mellan Ystad och Haparanda.

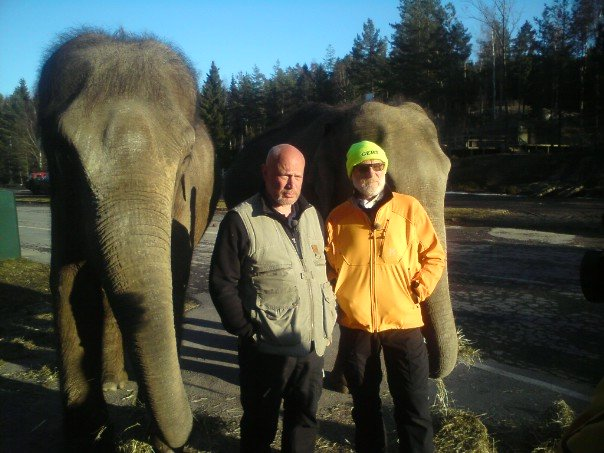
Gert Fylking och Robert Aschberg med kung Carl XVI Gustafs elefanter Saonoi och Bua i Kolmårdens djurpark, 6 april 2009

På senare år har Aschberg engagerat sig politiskt i invandringsfrågan. I Expressen har han bland annat uppmanat människor att inte rösta på Sverigedemokraterna med motiveringen "en röst på SD är en röst på brottslingar". Robert Aschberg är också styrelseledamot i den stiftelse som bland annat ger ut tidskriften Expo, som skriver om ämnen som främlingsfientlighet och homofobi. Enligt Aschberg startades Expo "för att få stopp på våldet och de antidemokratiska krafterna". För sitt engagemang i invandringsfrågan har han även mottagit ett stipendium från stiftelsen Artister mot nazister.
Aschberg är engagerad i Sjöräddningssällskapet. Han har även samlat på tavlor med det klassiska motivet fiskargubbe med pipa och sydväst, vilka han sålt till förmån för Sjöräddningssällskapet.
Han har mottagit Föreningen Vetenskap och Folkbildnings utmärkelse Årets folkbildare efter granskande tv-reportage om personer med påstått övernaturliga förmågor.
Han genomförde våren 2009 tillsammans med Gert Fylking en fotvandring mellan Ystad och Haparanda på 190 mil för att samla in pengar till Cancerfondens arbete mot prostatacancer, och passerade under vägen ett antal platser, inklusive Kolmårdens djurpark.